# پاسکال پدمونته
پاسکال پدمونته (انگلیسی: Pascal Pédemonte؛ زادهٔ ۲۷ ژانویهٔ ۱۹۸۰) بازیکن فوتبال اهل فرانسه است.
از باشگاه‌هایی که در آن بازی کرده‌است می‌توان به باشگاه فوتبال المپیک لیون و باشگاه فوتبال سدان اشاره کرد.